# جيف فينجر
جيف فينجر (بالإنجليزية: Jeff Finger)‏ هو لاعب هوكي جليد أمريكي، ولد في 18 ديسمبر 1979 في هانكوك في الولايات المتحدة.

## وصلات خارجية
- جيف فينجر على موقع دوري الهوكي الوطني (الإنجليزية)
- جيف فينجر على موقع EliteProspects.com (الإنجليزية)
- جيف فينجر على موقع HockeyDB.com (الإنجليزية)
- جيف فينجر على موقع Hockey-Reference.com (الإنجليزية)